# 야마구치 데쓰야
야마구치 데쓰야(일본어: 山口 鉄也, 1983년 11월 11일 ~ )는 일본의 프로 전 야구 선수이며 야구 지도자이다, 현재 센트럴 리그인 요미우리 자이언츠의 1군 투수코치이다.
홀드수, 홀드 포인트수의 세계 기록 보유자이다. 애칭은 ‘굿 상’(ぐっさん).

## 상세 정보

### 출신 학교
- 요코하마 시립 요코하마 상업고등학교

### 선수 경력
프로팀 경력
- 요미우리 자이언츠(2006년 ~ 2018년)

지도자 경력
- 요미우리 자이언츠 3군 투수코치(2020년)
- 요미우리 자이언츠 2군 투수코치(2021년)
- 요미우리 자이언츠 1군 투수코치(2022년 ~ )

국가 대표 경력
- 2009년 월드 베이스볼 클래식 일본 국가대표팀
- 2013년 월드 베이스볼 클래식 일본 국가대표팀

### 수상·타이틀 경력

#### 타이틀
- 최우수 중간 계투 : 3회(2009년, 2012년, 2013년)

#### 수상
- 신인왕(2008년)
- 골든 루키상(2008년)
- 도쿄 돔 MVP 특별상(2008년, 2012년)
- 월간 MVP : 1회(2012년 7월)
- ‘조지아혼’상 : 1회(2012년도 제4회)
- 통산 200 홀드 연맹 수상(2014년 6월)

### 개인 기록

#### 투수 기록
- 첫 등판 : 2007년 4월 29일, 대 도쿄 야쿠르트 스왈로스 5차전(메이지 진구 야구장), 8회말에 3번째 투수로서 구원 등판·마무리, 1이닝 무실점
- 첫 승리 : 2007년 5월 9일, 대 한신 타이거스 8차전(한신 고시엔 구장), 8회말에 4번째 투수로서 구원 등판, 1이닝 무실점
- 첫 탈삼진 : 상동, 8회말에 도리타니 다카시로부터 헛스윙 삼진
- 첫 홀드 : 2007년 8월 29일, 대 도쿄 야쿠르트 스왈로스 20차전(삿포로 돔), 8회초 1사에 2번째 투수로서 구원 등판, 1/3이닝 무실점
- 첫 세이브 : 2008년 4월 22일, 대 요코하마 베이스타스 3차전(우쓰노미야 기요하라 구장), 8회초 2사에 3번째 투수로서 구원 등판·마무리, 1과 1/3이닝 무실점
- 첫 선발 : 2010년 4월 3일, 대 히로시마 도요 카프 2차전(MAZDA Zoom-Zoom 스타디움 히로시마), 3과 1/3이닝 4실점
- 첫 선발 승리 : 2010년 4월 10일, 대 주니치 드래곤스 2차전(도쿄 돔), 7과 2/3이닝 3실점

#### 타격 기록
- 첫 안타 : 2008년 10월 8일, 대 한신 타이거스 24차전(도쿄 돔), 7회말에 스캇 애치슨으로부터 좌전 안타

#### 기록 달성 경력
- 통산 100홀드 : 2011년 9월 6일, 대 주니치 드래곤스 13차전(나고야 돔), 8회말에 4번째 투수로서 구원 등판, 1이닝 무실점
- 통산 200홀드 : 2014년 6월 6일, 대 사이타마 세이부 라이온스 3차전(도쿄 돔), 9회초 1사에 2번째 투수로서 구원 등판, 1과 1/3이닝 무실점 ※NPB 사상 최초
- 통산 500경기 등판 : 2014년 9월 24일, 대 주니치 드래곤스 23차전(나고야 돔), 7회말에 2번째 투수로서 구원 등판, 1이닝 1실점 ※역대 94번째
- 통산 250홀드 : 2015년 9월 26일, 대 도쿄 야쿠르트 스왈로스 23차전(도쿄 돔), 7회초에 3번째 투수로서 구원 등판, 1이닝 무실점 ※NPB 사상 최초
- 통산 600경기 등판 : 2016년 7월 22일, 대 요코하마 DeNA 베이스타스 15차전(요코하마 스타디움), 12회말에 5번째 투수로서 구원 등판, 1/3이닝 1실점 ※역대 38번째

#### 기타
- 9년 연속 60경기 등판(2008년 ~ 2016년) ※일본 프로 야구 기록
- 통산 270홀드(2016년 시즌 종료 시점) ※세계 기록
- 통산 320홀드 포인트(2016년 시즌 종료 시점) ※세계 기록
- 올스타전 출장 : 5회(2009년, 2012년 ~ 2015년)
- 한 타석의 투구수 19구 : 2013년 8월 24일, 대 요코하마 DeNA 베이스타스 19차전(요코하마 스타디움), 8회말에 쓰루오카 가즈나리를 헛스윙 삼진 처리 ※역대 3번째, 프로 야구 타이 기록

### 등번호
- 102(2006년 ~ 2007년 시즌 도중)
- 99(2007년 시즌 도중 ~ 2007년 시즌 종료)
- 47(2008년 ~ 2018년)
  - 39(2009년 월드 베이스볼 클래식)
- 91(2019년 가을캠프)
- 102(2020년 ~ 2021년)
- 71(2021년 ~ )

### 연도별 투수 성적
| 연 도       | 소 속       | 등 판 | 선 발 | 완 투 | 완 봉 | 무 4 구 | 승 리 | 패 전 | 세 이 브 | 홀 드 | 승 률 | 타 자 | 이 닝 | 피 안 타 | 피 홈 런 | 볼 넷 | 고 4 | 몸 맞 | 탈 삼 진 | 폭 투 | 보 크 | 실 점 | 자 책 점 | 평 자 책 | W H I P |
| ----------- | ----------- | ----- | ----- | ----- | ----- | ------- | ----- | ----- | -------- | ----- | ----- | ----- | ----- | -------- | -------- | ----- | ---- | ----- | -------- | ----- | ----- | ----- | -------- | -------- | ------- |
| 2007년      | 요미우리    | 32    | 0     | 0     | 0     | 0       | 2     | 0     | 0        | 2     | 1.000 | 114   | 25.1  | 24       | 2        | 15    | 2    | 2     | 21       | 3     | 1     | 14    | 11       | 3.91     | 1.54    |
| 2008년      | 요미우리    | 67    | 0     | 0     | 0     | 0       | 11    | 2     | 2        | 23    | .846  | 293   | 73.2  | 61       | 3        | 12    | 1    | 3     | 69       | 4     | 0     | 20    | 19       | 2.32     | 0.99    |
| 2009년      | 요미우리    | 73    | 0     | 0     | 0     | 0       | 9     | 1     | 4        | 35    | .900  | 292   | 78.0  | 53       | 1        | 14    | 1    | 5     | 62       | 3     | 0     | 12    | 11       | 1.27     | 0.86    |
| 2010년      | 요미우리    | 73    | 2     | 0     | 0     | 0       | 8     | 3     | 5        | 20    | .727  | 364   | 88.2  | 80       | 10       | 16    | 1    | 8     | 85       | 6     | 0     | 33    | 30       | 3.05     | 1.08    |
| 2011년      | 요미우리    | 60    | 0     | 0     | 0     | 0       | 5     | 1     | 2        | 25    | .833  | 239   | 61.2  | 45       | 2        | 16    | 0    | 3     | 38       | 4     | 0     | 12    | 12       | 1.75     | 0.99    |
| 2012년      | 요미우리    | 72    | 0     | 0     | 0     | 0       | 3     | 2     | 5        | 44    | .600  | 277   | 75.1  | 47       | 1        | 7     | 2    | 3     | 68       | 2     | 0     | 7     | 7        | 0.84     | 0.72    |
| 2013년      | 요미우리    | 64    | 0     | 0     | 0     | 0       | 4     | 3     | 6        | 38    | .571  | 262   | 66.2  | 47       | 1        | 17    | 2    | 2     | 55       | 3     | 0     | 12    | 9        | 1.22     | 0.96    |
| 2014년      | 요미우리    | 60    | 0     | 0     | 0     | 0       | 4     | 3     | 2        | 35    | .571  | 246   | 56.1  | 61       | 1        | 20    | 3    | 6     | 42       | 1     | 1     | 19    | 19       | 3.04     | 1.44    |
| 2015년      | 요미우리    | 60    | 0     | 0     | 0     | 0       | 4     | 5     | 2        | 29    | .444  | 216   | 52.2  | 48       | 5        | 15    | 2    | 2     | 31       | 2     | 0     | 18    | 16       | 2.73     | 1.20    |
| 2016년      | 요미우리    | 63    | 0     | 0     | 0     | 0       | 1     | 6     | 1        | 19    | .143  | 204   | 48.0  | 48       | 6        | 12    |      | 2     | 28       | 1     | 0     | 30    | 26       | 4.88     | 1.25    |
| 통산 : 10년 | 통산 : 10년 | 624   | 2     | 0     | 0     | 0       | 50    | 20    | 28       | 270   | .714  | 2303  | 626.1 | 466      | 26       | 132   |      | 36    | 499      | 29    | 2     | 177   | 160      | 2.30     | 1.03    |

- 2016년 시즌 종료 기준
- 굵은 글씨는 시즌 최고 성적, 붉은색 글씨는 일본 프로 야구 역대 최고 성적.